# Przepięcie ziemnozwarciowe
Przepięcie ziemnozwarciowe – przepięcie dorywcze najczęściej o częstotliwości znamionowej, wywołane doziemieniem jednej fazy a występujące na pozostałych fazach układu trójfazowego. Występuje zazwyczaj w sieciach o izolowanym punkcie neutralnym. 
Wyróżnia się:
- Przepięcie ziemnozwarciowe wolnozmienne
- Przepięcie ziemnozwarciowe szybkozmienne

Przepięcia ziemnozwarciowe, ze względu na ich wartości i częstość występowania stanowią duże zagrożenie dla izolacji urządzeń sieciowych. 